# Chaldäisch-katholische Kirche
Die chaldäisch-katholische Kirche (klassisch-syrisch ܥܕܬܐ ܟܠܕܝܬܐ ܩܬܘܠܝܩܝܬܐ īṯa kaldetha qāthuliqetha) ist eine mit Rom unierte Ostkirche mit ostsyrischem Ritus. Sie bildet den katholischen Zweig der „Kirche des Ostens“, das heißt des altkirchlichen Katholikats von Seleukia-Ktesiphon. Sie steht in voller Kirchengemeinschaft mit der lateinischen Kirche unter dem Papst in Rom. Oberhaupt der chaldäisch-katholischen Kirche ist der Patriarch von Bagdad (siehe auch Liste der Patriarchen der chaldäisch-katholischen Kirche), seit 1950 mit Sitz in Bagdad. Die Anhänger dieser Kirche haben ihre Wurzeln in Mesopotamien und gehören dem indigenen Volk der Assyrer an (gilt nicht für den indischen Teil der Kirche).

## Geschichte
Im 15. Jahrhundert wurde das Katholikat innerhalb der ostsyrischen „Kirche des Ostens“ für erblich (von Onkel auf Neffen) erklärt. Dies führte 1553 zu einer internen Kirchenspaltung, wobei sich der gewählte (Gegen-) Katholikos-Patriarch der dieserart Thronfolge ablehnenden Fraktion, Sulaqa Mar Schimon, der römisch-katholischen Kirche annäherte und eine eigene Patriarchenlinie begründete. Sitz des Katholikos der traditionellen Linie war zu dieser Zeit Zaxo in der Ebene von Mossul, Sitz des Patriarchen der jüngeren Linie zunächst Diyarbakir, über Zwischenstationen dann Qudschanis in den Bergen von Hakkâri. Dieses „Patriarchat der Berge“ verlor um 1662 die Gemeinschaft mit Rom, wurde autokephal und ebenfalls erblich.
Ein drittes ostsyrisches Patriarchat entstand in den 1680er Jahren, als Bischof Joseph I. von Diyarbakir die Gemeinschaft mit Rom aufnahm und den Titel eines Patriarchen erhielt. Das Patriarchat von Diyarbakir bestand bis 1830 und wurde dann mit dem katholischen „Patriarchat von Babylon der Chaldäer“ vereinigt.
Die ältere Linie des „Patriarchats der Ebene“ starb 1803 aus und wurde mit Johannes Hormizd katholisch. Die verbleibende nicht-katholische Minderheit akzeptierte daraufhin die Hierarchie des Patriarchats von Qudschanis. Nach Auflösung des katholischen Patriarchats von Diyarbakir 1830 erhielt Johannes Hormizd, der seit längerem zum Katholizismus konvertierte Neffe und amtierende Nachfolger des letzten nicht-katholischen Patriarchen von Alqosch, offiziell den Titel eines „Patriarchen von Babylon“ der chaldäisch-katholischen Kirche zuerkannt. Seine beiden ersten Nachfolger, Nikolaus Zaya und Joseph VI. Audo, gerieten in Konflikte mit Rom über die Patriarchenrechte, unterwarfen sich jedoch letztlich.
Beide konkurrierenden Kirchenorganisationen, die autokephale („assyrische“) und die katholische („chaldäische“), waren um 1900 mit jeweils 100.000 Gläubigen personell etwa gleichstark, wobei sich ihre Jurisdiktionsgebiete selten überschnitten. Der nichtkatholische Zweig, die Assyrische Kirche des Ostens, wurde in der Folgezeit durch den Ersten Weltkrieg, die Flucht und Auswanderung ihrer Angehörigen in die Diaspora und die erzwungene Umsiedlung ihres Katholikos-Patriarchen in die USA geschwächt.
Im Unterschied zur lateinischen Kirche feiern die Mitglieder der chaldäisch-katholischen Kirche die Liturgie in syrisch-aramäischer Sprache. Da jedoch ein Großteil der Gläubigen Arabisch spricht, wird die arabische Umgangssprache der Bevölkerung zunehmend bei biblischen Lesungen, Gebeten und liturgischen Formeln benutzt und die Heilige Messe oft zweisprachig gestaltet. Der Religionsunterricht findet, abgesehen von den Bergdörfern im Norden des Irak, wo noch Aramäisch gesprochen wird, in Arabisch statt. Verheiratete können zum Priester geweiht werden, unverheiratete Priester dürfen nach der Weihe allerdings nicht mehr heiraten.
Es gibt für Mitglieder der chaldäisch-katholischen Kirche und der Assyrischen Kirche des Ostens unter gewissen Bedingungen die Möglichkeit der Teilnahme an der Eucharistie sowie Sakramenten in der jeweils anderen Kirche.

## Gegenwart

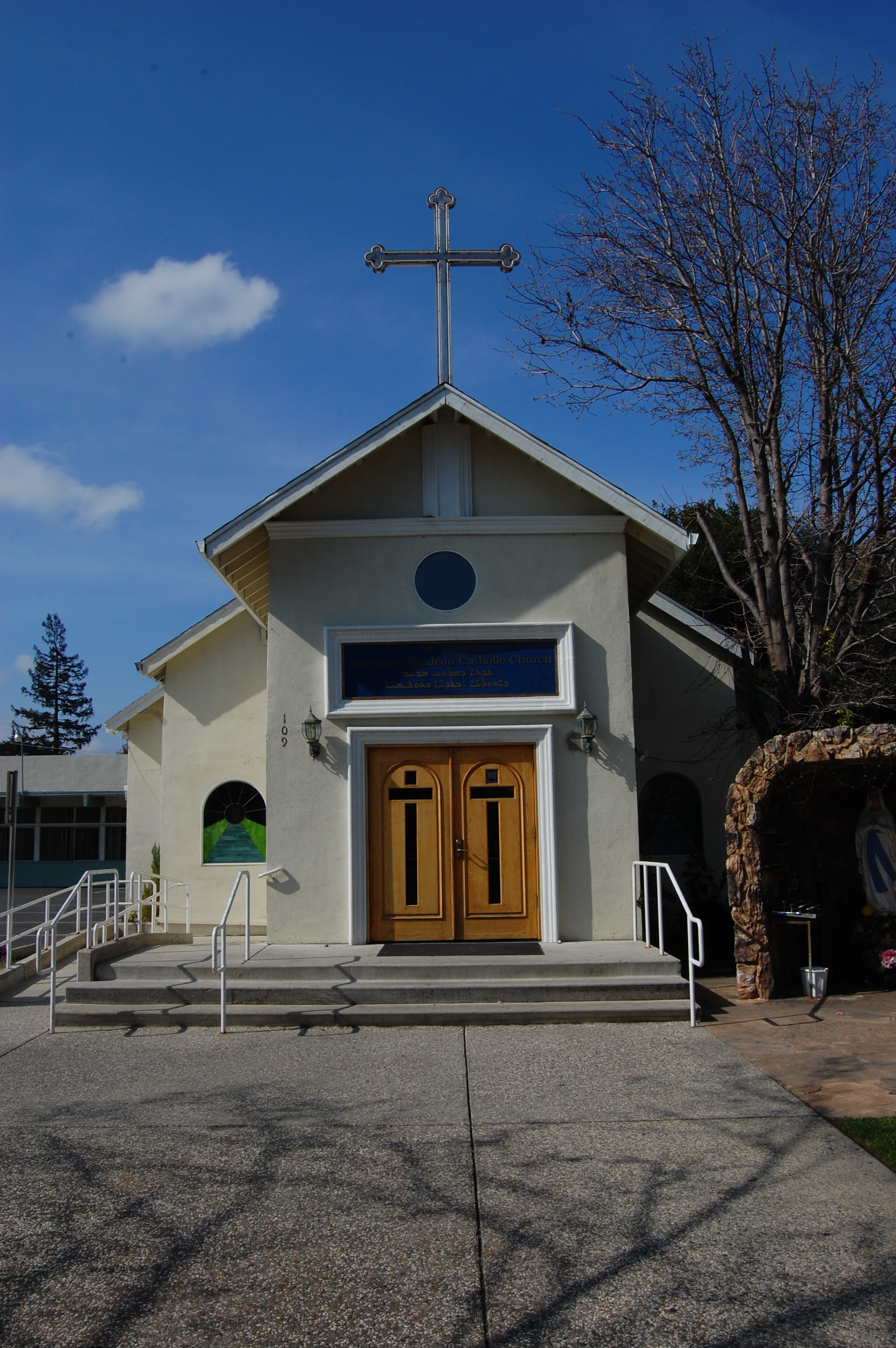
Assyrische St.-Marien-Kirche in Campbell, Kalifornien

Der chaldäisch-katholischen Kirche gehören 2013 etwa 537.000 Gläubige an. Von den rund 200 Priestern wirkten im Jahre 2013 etwa die Hälfte im Irak, die andere Hälfte in der Diaspora, darunter 20 in den USA.

### Irak und Syrien
Wegen der unsicheren Lage im Irak verließen seit dem Irakkrieg 2003 viele chaldäisch-katholische Christen das Land. Tausende flüchten zunächst ins Nachbarland Syrien, um von dort aus in sichere Drittländer auszuwandern. Ende 2006 hielten sich allein in Damaskus rund 25.000 chaldäisch-katholische Christen auf. Vor der Flucht chaldäisch-katholischer Christen aus dem Irak hatte es in Syrien nur 14.000 Chaldäer gegeben. Man schätzt, dass die Hälfte der irakischen Christen zwischen 2003 und 2006 das Land verlassen haben. Zwischenzeitlich mussten das chaldäisch-katholische Patriarchalseminar St. Peter und das Babel College, die chaldäisch-katholische Universität, geschlossen werden. Anfang 2007 konnten das Seminar und die Universität wieder eröffnet werden.
Die Zahl der Christen in Bagdad sank von 2003 bis 2006 von etwa 400.000 auf knapp 100.000. Von 30.000 Chaldo-Assyrern in Basra blieben nur noch etwa 1000 in der Stadt. In Mossul, wo früher etwa 80.000 Christen lebten, wurden 2014 alle von der Terrorgruppe Islamischer Staat vertrieben. Der von Unbekannten entführte Erzbischof von Mossul, Paulos Faraj Rahho, wurde am 13. März 2008 in der Nähe von Mossul tot aufgefunden.

### Die chaldäisch-katholische Kirche in der Diaspora
Die chaldäisch-katholische Kirche ist – außer in Irak und Syrien – in Frankreich, Georgien, Indien, Iran, Israel, Jordanien, im Libanon, in den palästinensischen Autonomiegebieten, in der Türkei (Keldani-Asuri Katolik Kilisesi Baş Episkoposluğu, Erzdiözese der Chaldäisch-Assyrischen Katholischen Kirche) und den USA vertreten. In den USA lebten im Jahre 2013 etwa 160.000 katholischen Chaldäer, in Frankreich etwa 18.000.
Apostolischer Visitator für die in Europa lebenden chaldäisch-katholischen Christen ist seit Juli 2025 der Erzbischof von Bassora, Habib al-Naufali.
In Deutschland leben etwa 20.000 chaldäische Christen (Schätzung 2021), davon rund ein Drittel im Großraum Stuttgart. Seit 2014 feiern die Stuttgarter Chaldäer ihre Gottesdienste u. a. in der Kirche St. Paulus in Stuttgart-Rohracker.

## Weblink
- Chaldäisch-katholischer Ostergottesdienst aus Frankreich (Video)